# 5643 Roques
5643 Roques è un asteroide della fascia principale. Scoperto nel 1990, presenta un'orbita caratterizzata da un semiasse maggiore pari a 2,1905863 UA e da un'eccentricità di 0,1719734, inclinata di 5,00077° rispetto all'eclittica.